# Parafia Wniebowzięcia Najświętszej Maryi Panny w Budzisławiu Kościelnym
Parafia Wniebowzięcia Najświętszej Maryi Panny w Budzisławiu Kościelnym jest jedną z 6 parafii leżącą w granicach dekanatu kleczewskiego. Erygowana w drugiej połowie XIV wieku. 

## Historia
W latach 70. XX w. ówczesny proboszcz ks. kan. Andrzej Żurański przy pomocy parafian rozpoczął starania o pozwolenie na budowę nowej świątyni. W 1977 r.  ks. biskup Jan Zaręba wmurował kamień węgielny, a cztery lata później oddano do użytku nowy kościół parafialny. W 1984 r. zmarł ks. kan. Andrzej Żurański, który był proboszczem przez 25 lat. Spoczywa on na cmentarzu parafialnym w Budzisławiu Kościelnym. Od 25 sierpnia 1984 następcą zmarłego proboszcza został ks. kan. Jan Krawczyk. Okres jego pasterzowania zakończył się 30 czerwca 2012 roku, a sam kapłan przeszedł w stan spoczynku. Posługa jego następcy – ks. Marka Piosika zakończyła się po dwóch latach. 30 czerwca 2014 roku następnym proboszczem parafii  został ks. Roman Dąbrowski, który zmarł w dniu 27 października 2018 roku. 2 grudnia 2018 roku do parafii przychodzi nowy proboszcz - ks. Józef Bachorz, który tę funkcję pełni do dziś
Do 25 marca 2004 roku parafia należała do diecezji włocławskiej, jednak reorganizacja Kościoła w Polsce sprawiła, że obecnie parafia leży w granicach archidiecezji gnieźnieńskiej. 

## Dokumenty
Księgi metrykalne:
- ochrzczonych od 1945 roku
- małżeństw od 1945 roku
- zmarłych od 1945 roku